# Wensleydale

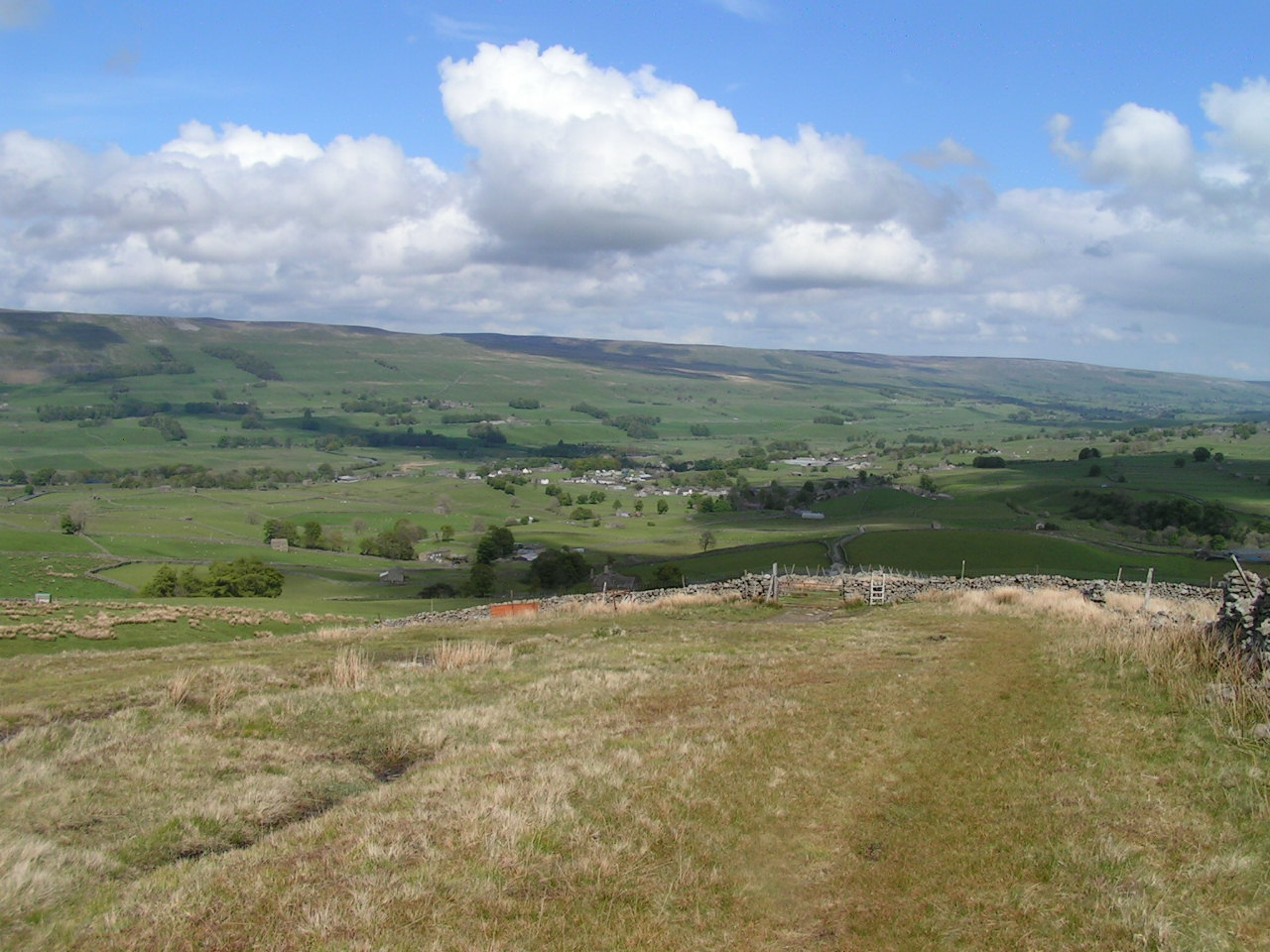
Le Wensleydale autour de Hawes.

Le Wensleydale est une vallée du Yorkshire du Nord, en Angleterre. Elle appartient aux Yorkshire Dales. Contrairement aux autres dales, elle ne tire pas son nom de l'Ure, la rivière qui la traverse, mais du village de Wensley.
Les petites villes de Hawes et Leyburn sont les principales localités du Wensleydale. La vallée est réputée pour son fromage, simplement appelé wensleydale, ainsi que pour sa race ovine, le wensleydale à la longue toison bouclée.